# 堂山卓見
堂山 卓見（どうやま たくみ、1980年 - ）は、日本の男性アニメーション演出家、アニメ監督。山口県美祢市出身。

## 来歴・人物
高校を卒業後、広島市に移り広島大学中退後フリーターとなる。代々木アニメーション学院広島校を2008年3月に卒業後は上京し、アニメーターとしてWishに勤めた。アニメーターとしては動画（後に原画）を担当。所属していたWishが制作協力、監督を宮下新平が務める『しらんぷり』（2012年、若手アニメーター育成プロジェクト『アニメミライ2012』作品）では演出助手・担当制作を担当した。その後は演出家に転身し、『ちびまる子ちゃん』の絵コンテ・演出を2012年から2017年放送分まで手がける。『シンドバッド 真昼の夜とふしぎの門』（2016年）では演出を担当していたが、監督を務めていた宮下が急逝したことにより、その後の制作を引き継ぎ映画を完成させた。
『げんばのじょう -玄蕃之丞-』（2017年、若手アニメーター育成プロジェクト『あにめたまご2017』作品）で初監督を務め、『映画ドラえもん のび太と空の理想郷』では監督として長編作品を初めて手がける。

## 参加作品

### テレビアニメ
2008年
- バトルスピリッツ 少年突破バシン（動画）
- あかね色に染まる坂（動画）
- ポルフィの長い旅（動画）

2009年
- ヒゲぴよ（原画）
- メタルファイト ベイブレード（第1・2シーズン、2009年・2010年、原画）
- ティアーズ・トゥ・ティアラ 花冠の大地（動画・原画協力）
- こんにちは アン 〜Before Green Gables（動画）
- FAIRY TAIL（原画）
- ご姉弟物語（原画）

2010年
- みつどもえ（第1・2期、2010年・2011年、原画）
- 世紀末オカルト学院（原画）
- 神のみぞ知るセカイ（原画）

2011年
- ダンボール戦機（原画）

2012年
- ちびまる子ちゃん（2012年 - 2017年、絵コンテ・演出）
- おじゃる丸スペシャル 銀河がマロを呼んでいる（原画）

2014年
- アオハライド（演出）

2017年
- ドラえもん（2017年 - 2020年、絵コンテ・演出）
- おそ松さん（第2・3期、2017年 - 2018年・2020年、絵コンテ・演出）

2018年
- パズドラ（演出）
- ルパン三世 PART5（絵コンテ・演出）
- 転生したらスライムだった件（演出）

2020年
- アクダマドライブ（演出）

2024年
- うる星やつら（2022年版）（絵コンテ）

### 劇場アニメ
2008年
- 映画! たまごっち うちゅーいちハッピーな物語!?（動画）

2009年
- 超劇場版ケロロ軍曹 撃侵ドラゴンウォリアーズであります!（動画）

2012年
- しらんぷり（演出助手・担当制作）

2015年
- ちびまる子ちゃん イタリアから来た少年（演出）

2016年
- シンドバッド 真昼の夜とふしぎの門（絵コンテ・演出）

2017年
- げんばのじょう -玄蕃之丞-（監督・脚本・絵コンテ）

2019年
- えいがのおそ松さん（絵コンテ・演出）

2022年
- 映画ドラえもん のび太の宇宙小戦争 2021（おまけ映像）

2023年
- 映画ドラえもん のび太と空の理想郷（監督・絵コンテ・ED絵コンテ/演出）

2024年
- 映画ドラえもん のび太の地球交響楽（演出）